# Кыргызстан на Сурдлимпийских играх
Кыргызстан как независимое государство дебютировал на Сурдлимпийских играх в 2009 году в Тайбэе. До это СССР участвовал в Играх с 1957 по 1991. Всего Кыргызстан принимал участие в 3 летних играх, и пока ни одного раза в зимних.
На счету киргизской сборной 5 медалей.

## Медальный зачёт

### Медали на Летних Сурдлимпийских играх
| Год  | Золото | Серебро | Бронза | Всего |
| 2009 | 0      | 0       | 1      | 1     |
| 2013 | 0      | 0       | 0      | 0     |
| 2017 | 0      | 0       | 4      | 4     |

### Медали по летним видам спорта
| Вид спорта           | Золото | Серебро | Бронза | Всего |
| -------------------- | ------ | ------- | ------ | ----- |
| Борьба               | 0      | 0       | 1      | 1     |
| Дзюдо                | 0      | 0       | 1      | 1     |
| Тхэквондо            | 0      | 0       | 1      | 1     |
| Греко-римская борьба | 0      | 0       | 2      | 2     |